# Chon-Sprachen
Die Chon-Sprachen sind eine indigene Sprachfamilie Südamerikas, die im südlichen Argentinien und in angrenzenden Regionen in Chile verbreitet ist. Die Chon-Sprachen werden auch Patagon-Sprachen genannt. Die Sprache der Selk’nam (auch: Ona, ISO 639-3: ona), die zu den Chon-Sprachen gehört, ist ausgestorben; eine weitere Sprache, Tehuelche [teh], vermutlich ebenfalls. Der Name und die Zuordnung der Sprachen (1913) geht auf den deutsch-argentinischen Anthropologen Robert Lehmann-Nitsche zurück.